# خلفه‌لی (ایمیشلی)
خلفه‌لی (به ترکی آذربایجانی: Xəlfəli) یک منطقه مسکونی در جمهوری آذربایجان است که در شهرستان ایمیشلی واقع شده است. خلفه‌لی ۲۴۶۹ نفر جمعیت دارد.